# Tadeusz Płoski

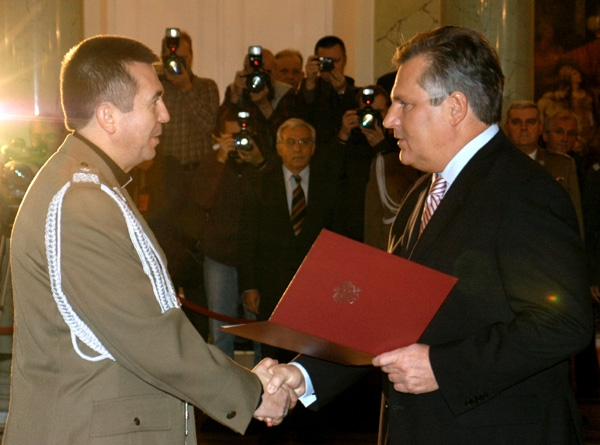
Biskup Tadeusz Płoski podczas wręczenia mu nominacji generalskiej przez prezydenta RP Aleksandra Kwaśniewskiego (2004)

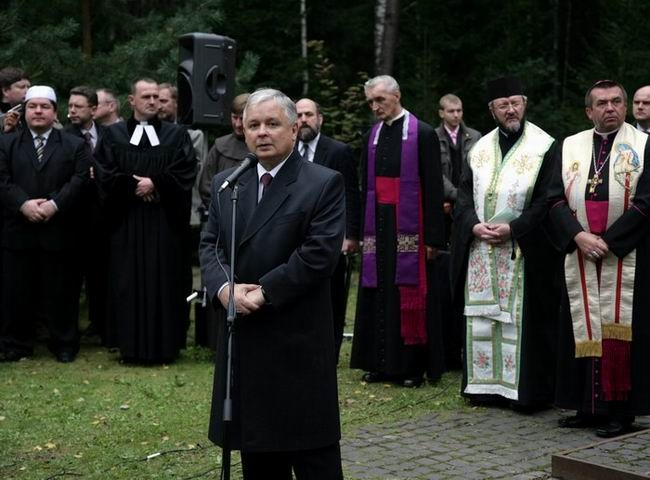
Biskup Tadeusz Płoski (pierwszy z prawej) podczas wizyty w Katyniu 17 września 2007. Na pierwszym planie Prezydent RP Lech Kaczyński, po prawej Roman Indrzejczyk i Miron (Chodakowski)

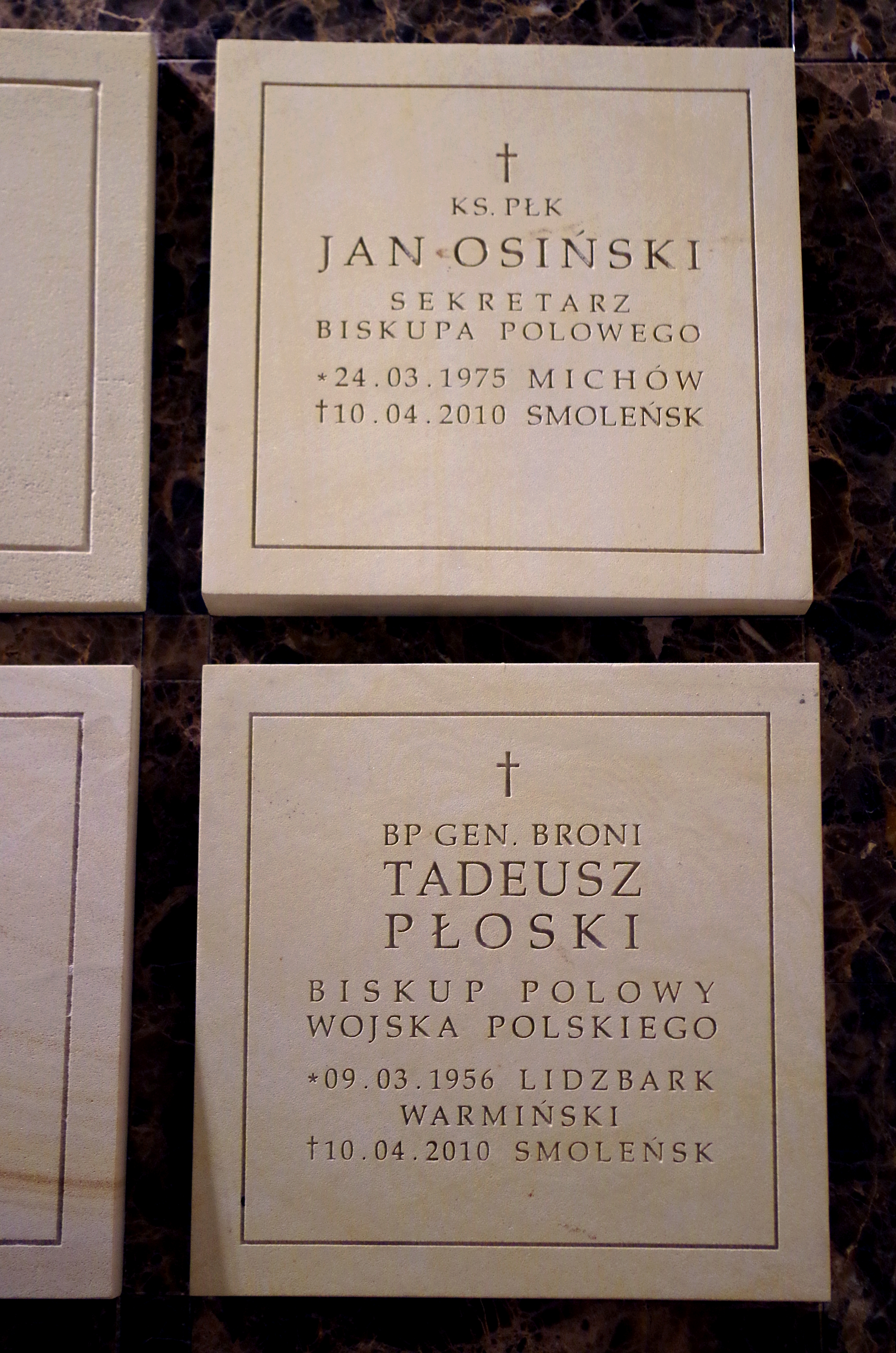
Grób Tadeusza Płoskiego i jego sekretarza Jana Osińskiego w katedrze polowej Wojska Polskiego w Warszawie

Tadeusz Stefan Płoski (ur. 9 marca 1956 w Lidzbarku Warmińskim, zm. 10 kwietnia 2010 w Smoleńsku) – polski duchowny rzymskokatolicki, doktor habilitowany nauk prawnych, generał dywizji Wojska Polskiego, biskup polowy Wojska Polskiego w latach 2004–2010; pośmiertnie awansowany do stopnia generała broni (2010).

## Życiorys

### Wykształcenie i praca naukowa
W 1975 ukończył Liceum Ogólnokształcące w Lidzbarku Warmińskim. W 1976 wstąpił do Wyższego Seminarium Duchownego Metropolii Warmińskiej „Hosianum” w Olsztynie. Święceń kapłańskich udzielił mu 6 czerwca 1982 biskup Jan Obłąk. W latach 1983–1986 studiował prawo kanoniczne na Katolickim Uniwersytecie Lubelskim. W 1993 na Akademii Teologii Katolickiej w Warszawie obronił doktorat nt. Sąd Biskupi Diecezji Warmińskiej w latach 1957–1971. Studium prawno-historyczne. 11 grudnia 2007 zdał kolokwium habilitacyjne przed Radą Wydziału Prawa i Administracji Uniwersytetu Mikołaja Kopernika w Toruniu na podstawie rozprawy Duszpasterstwo w Wojsku Polskim. Studium prawne z uwzględnieniem praw człowieka i prawa humanitarnego uzyskał stopień doktora habilitowanego nauk prawnych.
W 1994 na Wydziale Strategiczno-Obronnym Akademii Obrony Narodowej w Warszawie ukończył Podyplomowe Studia Operacyjno-Strategiczne. Był zatrudniony na stanowisku adiunkta w Katedrze Prawa Kanonicznego i Wyznaniowego na Wydziale Prawa i Administracji Uniwersytetu Warmińsko-Mazurskiego w Olsztynie. W 2008 został profesorem nadzwyczajnym Uniwersytetu Warmińsko-Mazurskiego oraz kierownikiem Katedry Prawa Administracyjnego i Nauki o Administracji na Wydziale Prawa i Administracji. W 2010 otrzymał tytuł doktora honoris causa Uniwersytetu Kardynała Stefana Wyszyńskiego.

### Kapłaństwo i służba wojskowa
Po przyjęciu święceń kapłańskich był wikariuszem w parafii św. Józefa w Morągu. Od 1986 pracował w kurii biskupiej oraz sądzie biskupim diecezji warmińskiej w Olsztynie. W tym okresie pełnił funkcję redaktora naczelnego „Warmińskich Wiadomości Diecezjalnych”. Był również duszpasterzem Wyższej Szkoły Pedagogicznej i Akademii Rolniczo-Technicznej w Olsztynie.
W 1992 został skierowany do służby w Ordynariacie Polowym Wojska Polskiego. Początkowo piastował posadę notariusza, a w 1994 powierzono mu obowiązki szefa Wydziału Duszpasterskiego Kurii Polowej w Warszawie. Od 1995 był dziekanem Nadwiślańskich Jednostek Wojskowych Ministerstwa Spraw Wewnętrznych i Administracji, a od 2001 Biura Ochrony Rządu. W latach 1995–2001 kierował redakcją pisma „Nasza Służba”, natomiast w latach 1996–2004 był opiekunem alumnów Wyższego Seminarium Duchownego Ordynariatu Polowego. Pracował także jako korespondent Radia Watykańskiego i Katolickiej Agencji Informacyjnej. W 1999 otrzymał godność prałata. W 2001 został kanclerzem Kurii Polowej.
16 października 2004 papież Jan Paweł II mianował go biskupem polowym Wojska Polskiego. Dwa tygodnie później otrzymał sakrę biskupią. Konsekracji dokonał arcybiskup Józef Kowalczyk, nuncjusz apostolski w Polsce, wraz ze Sławojem Leszkiem Głódziem, biskupem diecezjalnym warszawsko-praskim, i Edmundem Piszczem, arcybiskupem metropolitą warmińskim.
W ramach prac Konferencji Episkopatu Polski był członkiem Rady Prawnej oraz delegatem ds. harcerzy, kombatantów i duszpasterstwa policji. W 2005 premier Marek Belka powołał go w skład Rady Ochrony Pamięci Walk i Męczeństwa.
W Zakonie Bożogrobców miał rangę Komandora z Gwiazdą.
Zginął 10 kwietnia 2010 w katastrofie polskiego samolotu Tu-154M w Smoleńsku w drodze na obchody 70. rocznicy zbrodni katyńskiej. Pochowany został 19 kwietnia 2010 w katedrze polowej Wojska Polskiego w Warszawie. Jego ciało zostało ekshumowane 27 kwietnia 2017 w związku z prowadzonym w Prokuraturze Krajowej śledztwem w sprawie katastrofy smoleńskiej. 29 maja tego samego roku został ponownie pochowany w Katedrze Polowej.

## Upamiętnienie
26 maja 2010 Rada Miejska Olsztyna podjęła uchwałę o nazwaniu części dotychczasowej alei generała Władysława Sikorskiego ulicą Biskupa Tadeusza Płoskiego (na odcinku od ulicy Biskupa Tomasza Wilczyńskiego do granic miasta). 28 października 2010 w katedrze polowej Wojska Polskiego w Warszawie odsłonięto i poświęcono jego popiersie, a 7 kwietnia 2011 odsłonięto poświęconą mu tablicę pamiątkową na frontonie Klubu Wojskowej Akademii Technicznej w Warszawie. 15 sierpnia 2012 odsłonięto jego popiersie w Panteonie Bohaterów Sanktuarium Narodowego na Cmentarzu Poległych w Bitwie Warszawskiej w Ossowie. W marcu 2016 r. w kolegiacie Świętych Apostołów Piotra i Pawła w Lidzbarku Warmińskim odsłonięto tablicę upamiętniającą generała.

## Awanse oficerskie
- kapitan – 1992
- major – 1995
- podpułkownik – 1998
- pułkownik – 2000
- generał brygady – 2004[14]
- generał dywizji – 2006[15]
- generał broni – 2010 (pośmiertnie)[16]

## Odznaczenia i wyróżnienia
Państwowe i resortowe
- Krzyż Komandorski Orderu Odrodzenia Polski – 2010, pośmiertnie[17]
- Krzyż Kawalerski Orderu Odrodzenia Polski – 2008[18]
- Złoty Krzyż Zasługi – 2007[19]
- Srebrny Krzyż Zasługi – 1999[20]
- Brązowy Medal „Siły Zbrojne w Służbie Ojczyzny”
- Srebrny Medal „Za zasługi dla obronności kraju”
- Złoty Medal „Za Zasługi dla Policji”
- Złoty Medal „Za Zasługi dla Pożarnictwa” – 2009[21]
- Odznaka Honorowa Biura Ochrony Rządu – 2009[22]
- Złota Odznaka „Zasłużony dla Służby Celnej” – 2010, pośmiertnie[23][24]
- Odznaka Honorowa imienia gen. Stefana Roweckiego „Grota” – 2011, pośmiertnie
- Medal 100-lecia ustanowienia Sztabu Generalnego Wojska Polskiego – 2018, pośmiertnie[25]
- Wielki Oficer Orderu Zasługi – 2008, Portugalia[26]

Pozostałe
- Krzyż Wielki z Gwiazdą Orderu Świętego Stanisława (2006)[27]
- Komandoria Missio Reconciliationis
- Medal „Pro Memoria”
- Odznaka Honorowa „Za Wybitne Zasługi dla Ligi Obrony Kraju”
- Odznaka Honorowa „Za Zasługi dla Stowarzyszenia Kawalerów Orderu Wojennego Virtuti Militari”
- Odznaka „Za zasługi dla Ogólnopolskiego Związku Żołnierzy Batalionów Chłopskich”
- Honorowa Odznaka Organizacyjna „Za Zasługi dla Związku Piłsudczyków Rzeczypospolitej Polskiej” – 2009[28]
- Krzyż Honorowy Związku Harcerstwa Rzeczypospolitej – AD AMICUM – 2010, pośmiertnie[29]
- Wyróżnienie „Zasłużony dla Warszawy” 2010, pośmiertnie[30].

## Publikacje książkowe
- Dobrze, że jesteś Ojczyzno, Warszawa – Tarnów, Wydawnictwo Diecezji Tarnowskiej „Biblos”, 2010. ISBN 978-83-7332-905-8
- Pamiętaj o nich, Polsko: pomordowanym i poległym na Wschodzie, Warszawa – Tarnów, Wydawnictwo Diecezji Tarnowskiej „Biblos”, 2009. ISBN 978-83-7332-788-7
- Moc w słabości się doskonali: nauczanie pasterskie Biskupa polowego Wojska Polskiego 1 IX 2008 – 3 V 2009, Warszawa – Tarnów, Wydawnictwo Diecezji Tarnowskiej „Biblos”, 2009. ISBN 978-83-7332-749-8
- Miłość żąda ofiary: nauczanie pasterskie Biskupa Polowego Wojska Polskiego, 1 I – 31 VIII 2008, Warszawa – Tarnów, Wydawnictwo Diecezji Tarnowskiej „Biblos”, 2008. ISBN 978-83-7332-662-0
- Duszpasterstwo w Wojsku Polskim: studium prawne z uwzględnieniem praw człowieka i prawa humanitarnego, Olsztyn, Wydawnictwo Uniwersytetu Warmińsko-Mazurskiego, 2006. ISBN 83-7299-465-X
- Z kościelnej praktyki sądowej Trybunału Warmińskiego, Olsztyn, Warmińskie Wydawnictwo Diecezjalne, 1995. ISBN 83-86503-23-8
- Specyfika pracy duszpasterskiej kapelanów wojskowych w II wojnie światowej, Warszawa, Akademia Obrony Narodowej 1994
- Rzeczpospolita Polska i Stolica Apostolska wobec zagadnienia bezpieczeństwa (zarys studium), Warszawa, Akademia Obrony Narodowej 1994